# 魂系
魂系（類魂、魂類）是動作角色扮演遊戲的子類型之一，通常發生於黑暗奇幻背景下，以高操作難度和強調環境背景與敘事結合而著稱。《惡魔靈魂》、《黑暗靈魂》之魂系列遊戲以及受其主題與遊戲機制所影響遊戲作品均屬於這一類型。
由FromSoftware自己開發的魂系遊戲被特別稱為魂血（英文：Soulsborne）遊戲，由Dark Souls和Bloodborne兩款遊戲的名字縮合而成，這個說法已被許多遊戲評論家和開發商採用，然而，也有質疑魂係究竟是真正的遊戲流派或只是多種擁有相同機制的遊戲集合的聲音。

## 特徵

### 游戏玩法
本類型遊戲通常是一種具有高自由度、高難度的動作角色扮演遊戲，玩家角色能力的永久提升一般需要用到殺敵后得到的經驗值，譬如黑魂系列中的“魂”。一旦角色死亡，這些經驗值會遺落在原地，可以回到丟失它的地方將其重新收集，但如果在途中再次死亡，經驗值就會消失。反復的通關嘗試被認爲是主控角色能力提高的唯一途徑，玩家們嘗試中累積魂為角色升級提升能力或提高自己的游戏操作水平和攻擊策略。 《鹽與避難所》的开发者 James Silva 認爲：魂系游戏通过在反复失败中学习的方式，為游戏提供了“意義深遠、令人回味的探索”，包括游戏世界觀、角色升級和战斗模式。魂系游戏中的战斗也可能是有条不紊的，玩家需要注意主控角色的耐力以避免他们的角色耐力耗盡，并且攻擊動作通常基于“动画优先”原則，玩家在做出攻擊指令后，在攻擊動畫結束前攻擊指令不可取消，這一特性使他们面對敌人攻击時格外脆弱。 FromSoftware开发的魂係遊戲擁有多人游戏功能，例如可以被其他玩家看到和评价的文字信息、其他玩家的幻影、可以与之交互以查看其他玩家死亡過程的血迹、入侵其他玩家以及向其他世界的玩家尋求幫助的符文。

### 篝火
许多魂系游戏都包含充当存檔點的篝火。《黑暗之魂》中，篝火以人骨作柴薪，上插一把彎曲的劍；但在其他游戏中，它可能以不同形態出現。
激活篝火会将其自動设置为玩家角色死亡时的重生点。它们也可用于恢复血和藍并移除負面状态的影响，但在篝火休息時會使游戏世界中的非boss敌人恢复活力。一些篝火可用于升级和执行其他操作，例如修理武器。玩家通常还可以在游戏世界中发现的所有篝火之间快速傳送。
篝火是由《黑暗之魂》的製作人宫崎英高所设计的，他说这是他在从《恶魔之魂》到续集的过渡过程中設計出的最令他激動的機制。作为恢复点和重生点，篝火被设计成游戏玩法的“强大”方面，也是玩家可以聚集在一起分享经验和情感交流的地方。它也被设计成一个“温暖的地方”，并且是游戏世界中为数不多的“温暖人心”的地方之一，是宮崎英高設計中對黑暗幻想的詮釋。
自从在黑暗之魂中引入篝火以来，许多游戏都采用了类似的推圖机制；在游戏中將其用作重置、升級和傳送點。这种机制可以避免玩家完全丟失進度：在篝火出現前，玩家可能會面對重新开始游戏并失去所有进度的窘境，同时它提供风险-奖励機制以使游戏对玩家保有挑战性。

## 歷史

### 宮崎英高參與製作的遊戲
魂系游戲起源於2009年由From Software開發、宮崎英高設計的電子遊戲《惡魔靈魂》，該作展示了後來的魂系遊戲(如《黑暗之魂》系列)所遵循的核心原則,例如战斗方式、死亡机制、多人交互、敘事方法和黑暗奇幻的背景。在2011年《黑暗之魂》發行後本類型逐漸推廣開來。FS開發的系列游戲中，被认为是 Soulsborne的游戏包括《血源詛咒》（2015），以及《惡魔靈魂》和《黑暗之魂系列》以及《艾爾登法環》（2022）。《隻狼：暗影雙死》也由宫崎英高执导，有时被认为是 Soulsborne 游戏，因为它具有與正統魂血游戲相同的游戲设计和連機机制，但在攻擊模式和角色等元素方面有所不同。

### 其他魂系動作遊戲
其他著名的魂系動作游戏包括：堕落之王（2014）、泰坦之魂（2015）、黑暗之鼠（2016）、鹽與避難所（2016）、 仁王系列、 迸發系列、暗黑血统 III（2018）、灰烬（2018）、 暗之献身（2019）、 遗迹：灰烬重生（2019）、噬血代码 （2019），星球大战 绝地：陨落的武士团（2019）、 地狱要塞（2020）、 致命軀殼（2020）、时空：灰烬之前（2020）、樂園的異鄉人 最終幻想起源（2022）、匹诺曹的谎言（2023）、臥龍：蒼天隕落（2023）、蟹蟹尋寶奇遇（2024）。

### 借鑒了魂系設計的其他類型遊戲
被視为受到魂系列影响的其他类型游戏包括：巫师 2（2011）、旅程（2012）、铲子骑士（2014）、命运（2014）、巫师 3：狂猎（2015）、战神（2018）、刺客信条：奥德赛（2018）、死亡细胞（2018）、死亡賭局（2018）、瀆神（2019）。
尼尔：机械纪元（2017）和空洞骑士（2017）中也使用了魂系的死亡机制。